# 小姓
小姓，也寫作小性，為過去日本的一種武士擔任的職務，主要是在武將身旁負責各種雜務，相當於現在近侍的工作。

## 各時代的小姓
在戰國時代，小姓主要由年輕者擔任，平時擔任秘書之工作，戰時則成為主君的貼身護衛，也因為成長時期皆伴隨主君，長大後常成為主君所重用的人物。
在江戶時代後，秘書的工作已有包括側用人、側衆、近習出頭役、御側御用取次役等專門的職務負責，小姓的功能轉向成為負責處理主君身邊雜務，同時也是主君身邊的護衛。在許多藩會任用年輕優秀的武士擔任小姓，作為培養人才的準備。

## 眾道
由於當時女性禁止進入戰場，一些武士會利用小姓當做滿足性需求的眾道。

## 曾擔任小姓的著名人物
括號內為其侍奉的主君。
- 堀秀政（織田信長）
- 森蘭丸（織田信長）
- 前田利家（織田信長）
- 片倉景綱（伊達輝宗）
- 直江兼続（上杉景勝）
- 石田三成（豐臣秀吉）
- 井伊直政（德川家康）
- 松平信綱（德川家光）
- 柳生三嚴（德川家光）
- 田沼意次（德川家重）
- 市村鐵之助（土方歲三）
- 立見尚文（松平定敬）